# Саленто
Саленто (італ. Salento) — муніципалітет в Італії, у регіоні Кампанія, провінція Салерно.
Саленто розташоване на відстані близько 300 км на південний схід від Рима, 105 км на південний схід від Неаполя, 60 км на південний схід від Салерно.
Населення — 2002 особи (2014).
Щорічний фестиваль відбувається 4 грудня (votivo 29 липня). Покровитель — Santa Barbara.

## Демографія
Населення за роками:

Станом на 1 січня 2023 року в муніципалітеті офіційно проживало 58 іноземців з 14 країн, серед них 36 громадян країн Євросоюзу та 1 громадянин України.

## Сусідні муніципалітети
- Казаль-Веліно
- Кастельнуово-Чиленто
- Джої
- Лустра
- Оміньяно
- Оррія
- Перито
- Валло-делла-Луканія